# 藤田幸光
藤田 幸光（ふじた ゆきみつ、1960年4月23日 - ）は、日本の元男子バレーボール選手、指導者。元全日本代表。

## 来歴
滋賀県長浜市出身。1979年に松下電器に入社し、1980年代の同チームを牽引した。
日本リーグ通算成績で、歴代最多得点3位をマークしている。
1990年よりコーチ兼任となり、1993年から1997年まで監督を務めた。
2007年4月より京都橘大学女子バレーボール部監督に就任し、2009年12月の全日本インカレにおいてチーム初となるベスト4に導いた。
2025年、京都橘大学監督を退任。帝塚山大学女子バレーボール部の監督に就任した。

## 球歴
- 全日本代表 - 1981年-1982年
  - 世界選手権 - 1982年
  - ワールドカップ - 1981年
- 受賞歴
  - 1980年 - 第13回日本リーグ 新人賞
  - 1982年 - 第15回日本リーグ ベスト6

## 所属チーム
- 滋賀県立長浜商工高校
- 松下電器（1979 - 1991年）